# Temperatura de color
La temperatura de color d'una font de llum es defineix comparant el seu color dins l'espectre lluminós amb el de la llum que emetria un cos negre escalfat a una temperatura determinada. Per aquest motiu aquesta temperatura de color generalment s'expressa en kèlvins (símbol : K), tot i no reflectir expressament una mesura de temperatura.
L'espectre electromagnètic divideix per freqüències (o el que és inversament proporcional, en longituds d'ona) el conjunt de les ones electromagnètiques. És la llei de Wien la que relaciona els conceptes longitud d'ona i temperatura. Gràcies a aquesta llei podem saber que com més gran sigui la temperatura d'un cos negre, menor serà la longitud d'ona que emet.

Representació aproximada de la temperatura segons certs colors

Generalment no és perceptible a simple vista, sinó mitjançant la comparació directa entre dues llums com podria ser l'observació d'un full de paper blanc sota una llum de tungstè (làmpada incandescent) i una altra sota la d'un tub fluorescent (llum de dia) simultàniament.
La temperatura de color no té relació directa amb la denominació de color càlid i fred encara que popularment relacionem aquests termes. A partir de 5000 K diem que es tracta de colors freds, mentre que amb temperatures més baixes (2700-3000 K) els anomenem colors càlids.

## Principi físic
Efectivament, un cos negre a temperatura ambient (uns 300 K) emet radiació a longítud d'ona llarga, és a dir, en infrarojos. A mesura que augmenta la seva temperatura emetrà radicació en un longitud cada vegada més curta; en cert moment començarà a emetre en radiació visible, en coloro vermell molt fosc i si la temperatura segueix augmentant ho farà amb longituds cada vegada més curtes, conforme la lley de Wien. A partir de cert moment, anirà sumant els colors de l'espectre en el seu ordre (vermell, ataronjat, groc, verd, blau i violeta). Cap a una temperatura de 6000 K (aproximadament la temperatura superficial del sol), emetrà en tot l'espectre visible, aconseguint llum blanca, i a partir d'aquest moment anirà sumant radiació ultravioleta.
Quan la llum es produeix per una font de calor (espelma, bombeta incandescent) la temperatura de color és aproximadament la temperatura de la font. En altres tipus de font de llum el color de la llum depèn d'altres factors, com els gasos utilitzats (en les làmpades de descàrrega), capes de fòsfor, tipus de components utilitzats (en els LEDs), etc.

## Exemples
Alguns exemples aproximats de temperatura de color:
- 1700 K: Llum d'un llumí
- 1850 K: Llum d'una espelma
- 2800 K: Llum incandescent o de tungstè (il·luminació domèstica convencional)
- 3200 K: tungstè (il·luminació professional)
- 4100-4150 K: Llum de la lluna
- 5500 K: Llum de dia, flaix electrònic (aproximat)
- 5770 K: Temperatura de color de la llum del sol pura
- 6420 K: Llum de Xenó
- 9300 K: Pantalla de televisió convencional (CRT)
- 28000-30000 K: Llampec

## Aplicacions
La temperatura de color es fa servir en moltes branques de la indústria i la tècnica, concretament a fotografia, cinema, teatre i vídeo on el seu efecte produeix colors dominants que poden afectar la qualitat de la imatge. Igualment és utilitzada en astronomia i, concretament, analitzant l'espectre d'una estrella, es pot relacionar la seva classificació i, a més per determinar el desplaçament respecte a la Terra; així, si l'estrella es veu en to vermellós, es tractaria, bé d'una estrella freda, bé d'una estrella que s'allunya de nosaltres o que s'acosta si es tracta de tons blavosos (veure Desplaçament al vermell).

### Video, i càmeres digitals
La majoria de les càmeres digitals poden ajustar la temperatura de color en fer un zoom sobre un objecte de color blanc i activant la funció "white balance" (balanç de blancs), indicant-li a la càmera que aquest objecte és blanc, aleshores la càmera pren el veritable blanc com a blanc i ajusta tots els altres colors a partir d'aquest. El "balanç de blancs" cal especialment en locals interiors sota llum fluorescent i quan es mou la càmera d'una situació específica de llum cap a una altra. Moltes càmeres tenen una funció de balanç automàtic de blancs que procura determinar el color de la llum i corregir d'acord amb el càlcul. Si bé aquest procés solia ser poc fiable, ha millorat substancialment amb les càmeres digitals actuals, que permeten generar el correcte balanç de blancs en diferents situacions d'il·luminació. El balanç de blancs pot ser corregit a postproducció d'una manera similar a com es fa amb les càmeres, però en alguns casos pot perdre la qualitat de la imatge.
un altre camp on es fa servir la temperatura del color és en el Aquàrides, tant marí com d'aigua dolça. En els marins és important per al creixement de corals i en aigua dolça per a les plantes, això només per esmentar dos casos. i també es fa servir amb finalitats netament estètiques.

### Fotografia
La pel·lícula de vegades tendeix a exagerar el color de la llum, perquè no s'adapta a la il·luminació del color com ho fa l'ull humà. Un objecte que apareix davant els ulls com a blanc pot tendir a tenir una aparença blava o taronja en una fotografia. El balanç de color pot necessitar ser corregit en fer la foto o en imprimir-la per aconseguir un blanc neutre

### Equilibrat de color
Quan es grava o es prenen fotografies de color amb tot el llum que il·lumina al subjecte, o s'utilitza com a fonts, s'han de presentar amb la mateixa temperatura de color. Els projectors d'arc poden utilitzar carbonis per a la llum-dia o l'artificial LCT (low color temperature) baixa temperatura de color, i amb un petit filtratge poden compaginar-se amb qualsevol tipus d'il·luminació.

#### Llum-dia
Quan s'il·lumina amb una llum incandescent (3200 K), o bé s'ha d'anul·lar totalment qualsevol llum diürna, s'ha de col·locar material de filtratge de color ataronjat sobre les finestres. El material de filtratge, de color similar al Wratten 85, poden aconseguir-se en planxes acríliques rígides de 1,20 x 2,40 metres, o en rotllos llargs de gelatina o pel·lícula plàstica. És preferible emplenar planxes acríliques quan s'ha de cobrir una finestra que serà visible en escena, ja que la planxa queda absolutament plana, produint un sol reflexe per cada projector. Per altra banda, el material plàstic tendeix a abarquillarse i presentar múltiples reflexes difícils d'eliminar, a menys que estigui enganxat a la finestra o estés de forma plana sobre un marc. Si la planxa acrílica està inclinada, pot eliminar-se fins i tot l'únic reflex que dona.
Les planxes acríliques poden tallar-se a la mida justa amb un xerrac (serrucho, en castellà) corrent, per acoblar-les a l'espai d'una mida determinada, o senzillament, per penjarles per la part exterior de la finestra. Aquests filtres, adapten la temperatura de la llum incident exterior, en aquest cas, a més de 5600 K, a la temperatura de la llum d'interior, 3200 K. Per tant, s' encarreguen de baixar la temperatura, atenuant els blaus i pujant els tons groguens. Poden utilitzar-se diverses vegades però, com altres materials que contenen tints vermells, tendeixen a perdre color i, mentres no s'estiguin utilitzant, s'han de guardar on no estiguin exposats a una forta llum solar. També poden utilitzar-se planxes neutres per equilibrar la lluminositat del exterior amb la il·luminació interior. Les planxes neutres ND 0,3, 0,6 i 0,9 poden aplicar-se una sobre l'alta segons sigui necessari i cambiar-les segons variï la intensitat de la llum del dia, perquè sembli constant des de l'interior.

#### Llum artificial[2]
Es poden distingir, principalment, dos tipus de fonts lluminoses utilitzades en la fotografia amb llum artificial:
Làmpades incandescents: corresponen a la llum del foc, les làmpades d'oli, els quarsos; totes les fonts lluminoses que parteixen de la calor per crear llum. La llum prové de la temperatura a la qual es trobi el cos. El nombre d'estats interns de les partícules pot arribar a ser infinit, per això, la freqüència emesa també ho és. Això significa que pot radiar tots els colors.
El funcionament d'aquesta es basa en la temperatura de color, és a dir la temperatura a la qual s'ha d'escalfar un cos negre ideal perquè adquireixi la mateixa aparença de color que la làmpada. La qual estarà a una altra temperatura, que tractant-se de fotografia serà entre els 3200 i 3400 K.
Una de les maneres més efectives d'aconseguir aquestes temperatures de color és el sobre voltat; una tècnica que ha estat molt important en la fotografia, però l'ús de la qual a disminuït bastant degut als equips de flaix. Consisteix a connectar la làmpada a una tensió elèctrica major que la corresponen per tal d'aconseguir una llum més brillant i blava. Això és efectiu amb les làmpades fabricades per ús fotogràfic, les quals ja estan preparades per tenir certa duració en ser forçades d'aquesta manera.
En referència a la reproducció del color, les làmpades incandescents són les fonts d'il·luminació que tenen l'índex més gran de rendiment de color: 100. Així doncs, podem il·luminar qualsevol color amb aquestes llums i pot ser reproduïble. Tot i això, per temperatures de color baixes hi ha massa presència de vermell, fet que hem de corregir utilitzant, per exemple, un filtre de temperatura de color blau (CTB). Aquests, augmentaran la temperatura de color de la llum, passant-la de 3200 K a 5600 K. Per tant, pujarà els tons blaus a la vegada que baixarà la presència de vermells. El grau de blau haurà de ser invers a la temperatura del color: per exemple per uns 3400 K es recomana un filtre 80B. Hi ha diferents tipus de filtre: la gelatina blava inflamable (pel·lícula de plàstic), filtres de vidre blau, filtres dicroics (miralls parcials que reflecteixen únicament la part vermella de la llum, deixant passar la rasant, que és predominantment blava).
Làmpades de descàrrega:  són el segon gran grup de solucions actuals per la generació de la llum; la qual la provoquen a partir d'una espurna elèctrica dins d'un gas que transforma aquesta energia elèctrica en llum mitjançant un canvi brusc de l'estat d'energia que provoca als seus electrons.
Fotogràficament, la qualitat més destacable d'aquests tipus de làmpades, és que no emeten tots els colors, els quals corresponen a cada canvi energètic dels estats dels àtoms. I, com només hi ha un nombre limitat de canvis, només hi ha un nombre limitat de colors. Per tant, estan nul·les de temperatura de color i no es pot extreure el filtratge necessari a partir d'aquesta. Llavors, com no reprodueixen bé tots els colors, allò que està sota d'una làmpada de descàrrega presenta colors diferents quan ho exposem a la llum del Sol.

## Llum blanca

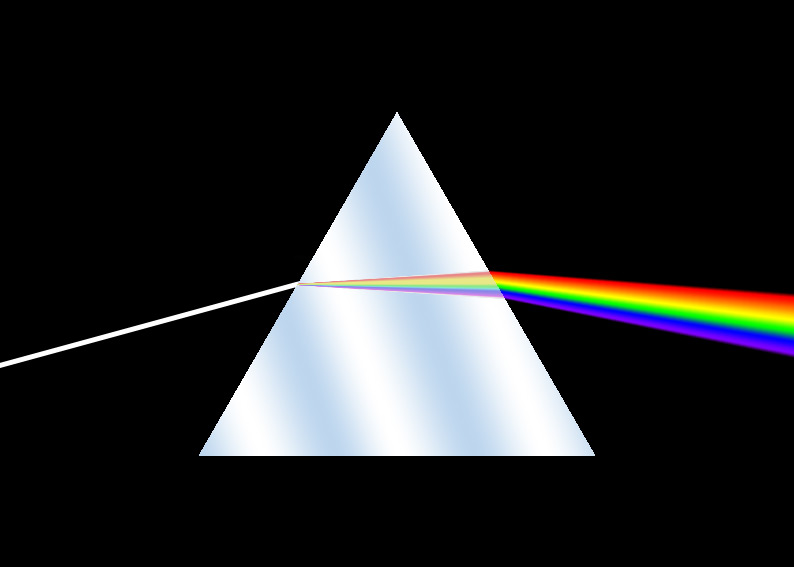
La llum blanca refractada en un prisma revela els seus components de color

Fins que es va acceptar el treball de Newton, la majoria de científics creien que el blanc era el color fonamental de la llum, i que els altres colors es formaven només mitjançant l'addició d'alguna cosa a la llum blanca. Newton va demostrar que això no era cert en fer passar la llum blanca a través d'un prisma, i després els raigs resultants a través d'un altre prisma. Com que un cop mesclats els diferents colors pel segon prisma, el feix va tornar a ser blanc, Newton va arribar a la conclusió que el primer prisma merament separava els colors presents en la llum (i el segon els combinava). La llum blanca era doncs l'efecte de la combinació dels colors visibles de la llum en la proporció adequada (la mateixa que hi ha a la llum solar).
Una manera molt coneguda per generar llum blanca és el procés anomenat incandescència , o radiació del cos negre on els cossos d'àtoms amb una certa temperatura emeten un cert tipus de radiació. Per exemple, el color d'un cos negre a una temperatura de 2.848 kèlvins està molt a prop de la llum generada per una bombeta incandescent, atès que la temperatura de color correlacionada d'una bombeta és també de 2848 K. De fet la llum del dia pot variar en una àmplia gamma des d'un to càlid (2.900 K) fins a un to blavós (5.600 K).